# Список наград и номинаций Анджелы Бассетт
Анджела Бассетт (англ. Angela Bassett) — американская актриса кино, телевидения и театра, получившая признание критиков за роль Тины Тёрнер в фильме «На что способна любовь», за которую она была номинирована на премию «Оскар» за лучшую женскую роль и получила премию «Золотой глобус» за лучшую женскую роль в мюзикле или комедии в 1994 году и стала первой тёмнокожей актрисой, которая выиграла премию «Золотой глобус» за главную женскую роль в категории «комедия или мюзикл». В 2023 году Анджела получила второй «Золотой глобус», на этот раз в категории «Лучшая актриса второго плана в кинофильме», за роль королевы Рамонды в фильме «Черная пантера: Ваканда навеки», который также принес ей номинацию на премию «Оскар» за лучшую женскую роль второго плана, тем самым она стала первой звездой фильмов Marvel, получившей номинацию на «Оскар» и «Золотой глобус» в актёрских категориях.
По состоянию на 2024 год, она также получила одиннадцать номинаций на премию «Эмми», из которых одна победная.
На протяжении своей карьеры Бассетт снялась в нескольких фильмах, изображающих реальных женщин, последний раз в роли Коретты Скотт Кинг в телефильме «Бетти и Коретта». Эта роль принесла Бассетт вторую номинацию на премию Гильдии киноактеров США за выдающуюся женскую роль в мини-сериале или телефильме.
В составе актерского состава «Черной пантеры» она получила премию Гильдии киноактёров США в категории лучший актёрский состав, а позже была снова номинирована за роль королевы Рамонды в продолжении фильма «Черная пантера: Ваканда навеки».
Снимаясь в основном в кино, она появилась в многочисленных приглашенных ролях на телевидении. Она начала сниматься в своей первой постоянной роли на телевидении в заключительном сезоне сериала «Скорая помощь». А в 2013 году Бассетт снялась в третьем сезоне сериала «Американская история ужасов», сыграв верховную жрицу вуду Мари Лаво, затем снялась в четвертом, пятом, шестом сезоне и была приглашённой актрисой в восьмом сезоне сериала, в котором вновь вернулась к роли Мари Лаво. За время съемок в сериале (2013 – 2018) она была два раза номинирована на «Эмми» в категории «Лучшая женская роль второго плана в мини-сериале или фильме»: за роль Мари Лаво в третьем сезоне и за роль трёхгрудой женщины Дезире Дюпри в четвёртом. В 2024 году Бассетт получила первую премию «Эмми» за документальный сериал «Королевы» в номинации «Лучший рассказчик».
Её особые достижения в киноиндустрии и её коллективный труд были отмечены вручением почетной премии Американской киноакадемии, также известной как «Почетный Оскар», в январе 2024 года.

## Влиятельные премии

### ПремияАмериканской академии кинематографических искусств и наук
| Год  | Категория                             | Работа                                | Результат | Ист.  |
| ---- | ------------------------------------- | ------------------------------------- | --------- | ----- |
| 1994 | Лучшая женская роль                   | На что способна любовь                | Номинация | [ 3 ] |
| 2023 | Лучшая женская роль второго плана     | Черная пантера: Ваканда навеки        | Номинация | [ 4 ] |
| 2024 | За выдающиеся заслуги в кинематографе | За выдающиеся заслуги в кинематографе | Почётная  | [ 5 ] |

### ПремияЗолотой глобус
| Год  | Категория                                     | Работа                         | Результат | Ист.  |
| ---- | --------------------------------------------- | ------------------------------ | --------- | ----- |
| 1994 | Лучшая женская роль — комедия или мюзикл      | На что способна любовь         | Победа    | [ 6 ] |
| 2023 | Лучшая женская роль второго плана — кинофильм | Черная пантера: Ваканда навеки | Победа    | [ 7 ] |

### ПремияBAFTA
| Год  | Категория                         | Работа                         | Результат | Ист.  |
| ---- | --------------------------------- | ------------------------------ | --------- | ----- |
| 2023 | Лучшая женская роль второго плана | Черная пантера: Ваканда навеки | Номинация | [ 8 ] |

### ПремияЭмми
| Год            | Категория                                                 | Работа                                | Результат  | Ист.       |
| Прайм-тайм     | Прайм-тайм                                                | Прайм-тайм                            | Прайм-тайм | Прайм-тайм |
| -------------- | --------------------------------------------------------- | ------------------------------------- | ---------- | ---------- |
| 2002           | Лучшая женская роль — мини-сериал или фильм               | История Розы Паркс                    | Номинация  | [ 9 ]      |
| 2014           | Лучшая женская роль второго плана — мини-сериал или фильм | Американская история ужасов: Шабаш    | Номинация  | [ 9 ]      |
| 2015           | Лучшая женская роль второго плана — мини-сериал или фильм | Американская история ужасов: Фрик-шоу | Номинация  | [ 9 ]      |
| 2017           | Лучшая приглашённая актриса — комедийный сериал           | Мастер не на все руки                 | Номинация  | [ 9 ]      |
| 2019           | Лучший рассказчик                                         | Залив                                 | Номинация  | [ 9 ]      |
| 2020           | Лучший рассказчик                                         | Захватывающая история                 | Номинация  | [ 9 ]      |
| 2020           | Лучшая приглашённая актриса — комедийный сериал           | Дамы шутят по-чёрному                 | Номинация  | [ 9 ]      |
| 2023           | Лучший рассказчик                                         | Спокойной ночи, Оппи!                 | Номинация  | [ 9 ]      |
| 2024           | Лучший рассказчик                                         | Королевы                              | Победа     | [ 9 ]      |
| Дневная премия |                                                           |                                       |            |            |
| 1996           | Лучшее выступление в детском сериале                      | Storytime                             | Номинация  | [ 10 ]     |
| 2003           | Лучшее шоу для детей                                      | Наша Америка                          | Номинация  | [ 11 ]     |

### Премия Гильдии киноактёров США
| Год  | Категория                                         | Работа                         | Результат | Ист.   |
| ---- | ------------------------------------------------- | ------------------------------ | --------- | ------ |
| 2002 | Лучшая женская роль в телефильме или мини-сериале | Ресторанчик Руби               | Номинация | [ 12 ] |
| 2014 | Лучшая женская роль в телефильме или мини-сериале | Бетти и Коретта                | Номинация | [ 13 ] |
| 2019 | Лучший актёрский состав в игровом кино            | Черная пантера                 | Победа    | [ 14 ] |
| 2023 | Лучшая женская роль второго плана                 | Черная пантера: Ваканда навеки | Номинация | [ 15 ] |

## Награды индустрии

### BET Awards
| Год  | Категория           | Работа                                | Результат | Ист.   |
| ---- | ------------------- | ------------------------------------- | --------- | ------ |
| 2001 | Лучшая женская роль | Босман и Лена                         | Номинация | [ 16 ] |
| 2002 | Лучшая женская роль | Медвежатник, История Розы Паркс       | Номинация | [ 17 ] |
| 2007 | Лучшая женская роль | Испытание Акилы                       | Номинация | [ 18 ] |
| 2008 | Лучшая женская роль | Знакомство с Браунами                 | Номинация | [ 19 ] |
| 2009 | Лучшая женская роль | Ноториус, Скорая помощь               | Номинация | [ 20 ] |
| 2012 | Лучшая женская роль | Испытание свадьбой                    | Номинация | [ 21 ] |
| 2013 | Лучшая женская роль | Падение Олимпа, Бетти и Коретта       | Номинация | [ 22 ] |
| 2014 | Лучшая женская роль | Американская история ужасов: Шабаш    | Номинация | [ 23 ] |
| 2018 | Лучшая женская роль | 9-1-1, Чёрная Пантера                 | Номинация | [ 24 ] |
| 2020 | Лучшая женская роль | 9-1-1, Дамы шутят по-чёрному          | Номинация | [ 25 ] |
| 2021 | Лучшая женская роль | 9-1-1, Душа                           | Номинация | [ 26 ] |
| 2023 | Лучшая женская роль | 9-1-1, Чёрная пантёра: Ваканда навеки | Победа    | [ 27 ] |
| 2024 | Лучшая женская роль | 9-1-1, Дева и дракон                  | Номинация | [ 28 ] |

### Black Reel Awards
| Год  | Категория                                                 | Работа                                                    | Результат | Ист.   |
| ---- | --------------------------------------------------------- | --------------------------------------------------------- | --------- | ------ |
| 2000 | Лучшая женская роль второго плана                         | Музыка сердца                                             | Номинация | [ 29 ] |
| 2001 | Лучшая женская роль                                       | Босман и Лена                                             | Номинация | [ 30 ] |
| 2002 | Лучшая женская роль в телефильме или сериале              | Ресторанчик Руби                                          | Победа    | [ 31 ] |
| 2003 | Лучшая женская роль в кинофильме                          | Солнечный штат                                            | Победа    | [ 32 ] |
| 2003 | Лучшая женская роль в телефильме или сериале              | История Розы Паркс                                        | Победа    | [ 32 ] |
| 2005 | Лучшая женская роль в кинофильме — комедия или мюзикл     | Мистер 3000                                               | Номинация | [ 33 ] |
| 2007 | Лучшая женская роль второго плана — кинофильм             | Испытание Акиллы                                          | Номинация | [ 34 ] |
| 2012 | Лучшая женская роль второго плана — кинофильм             | Испытание свадьбой                                        | Номинация | [ 35 ] |
| 2014 | Лучшая женская роль в телефильме или сериале              | Бетти и Коретта                                           | Номинация | [ 36 ] |
| 2016 | Лучшая женская роль второго плана — кинофильм             | Чирак                                                     | Номинация | [ 37 ] |
| 2016 | Лучшая женская роль второго плана — телефильм или сериал  | Американская история ужасов: Отель                        | Номинация | [ 37 ] |
| 2016 | Лучший режиссёр — телефильм или сериал                    | Уитни                                                     | Номинация | [ 37 ] |
| 2017 | Лучшая женская роль второго плана — телефильм или сериал  | Американская история ужасов: Роанок                       | Номинация | [ 38 ] |
| 2017 | Лучший режиссёр — телефильм или сериал                    | Американская история ужасов: Роанок                       | Номинация | [ 38 ] |
| 2023 | Лучшая женская роль второго плана                         | Черная пантера: Ваканда навеки                            | Победа    | [ 39 ] |
| 2023 | Специальная премия Сидни Пуатье за пожизненные достижения | Специальная премия Сидни Пуатье за пожизненные достижения | Победа    |        |

### Black Reel Awards — телевидение
| Год  | Категория                                       | Работа                             | Результат | Ист. |
| ---- | ----------------------------------------------- | ---------------------------------- | --------- | ---- |
| 2017 | Лучшая приглашённая актриса — комедийный сериал | Мастер не на все руки              | Номинация |      |
| 2017 | Лучший режиссёр — телефильм или сериал          | Американская история ужасов: Культ | Номинация |      |
| 2019 | Лучшая актриса в драматическом сериале          | 9-1-1                              | Номинация |      |
| 2020 | Лучшая приглашённая актриса — комедийный сериал | Дамы шутят по-чёрному              | Номинация |      |
| 2023 | Лучшая актриса в драматическом сериале          | 9-1-1                              | Номинация |      |

### NAACP Image Awards
| Год  | Категория                                          | Работа                                | Результат | Ист.   |
| ---- | -------------------------------------------------- | ------------------------------------- | --------- | ------ |
| 1994 | Лучшая женская роль второго плана — кинофильм      | Малькольм Икс                         | Победа    | [ 40 ] |
| 1994 | Лучшая женская роль — кинофильм                    | На что способна любовь                | Победа    | [ 40 ] |
| 1996 | Лучшая женская роль — кинофильм                    | В ожидании выдоха                     | Победа    | [ 41 ] |
| 1998 | Лучшая женская роль второго плана — кинофильм      | Контакт                               | Номинация | [ 42 ] |
| 1999 | Лучшая женская роль — кинофильм                    | Увлечение Стеллы                      | Победа    | [ 43 ] |
| 2000 | Лучшая женская роль второго плана — кинофильм      | Музыка сердца                         | Победа    | [ 44 ] |
| 2001 | Лучшая женская роль — кинофильм                    | Босман и Лена                         | Номинация | [ 45 ] |
| 2002 | Лучшая женская роль второго плана — кинофильм      | Медвежатник                           | Победа    | [ 46 ] |
| 2002 | Лучшая женская роль — телефильм или мини-сериал    | Ресторанчик Руби                      | Победа    | [ 46 ] |
| 2003 | Лучшая женская роль — телефильм или мини-сериал    | История Розы Паркс                    | Победа    | [ 47 ] |
| 2003 | Лучшая женская роль — кинофильм                    | Солнечный штат                        | Победа    | [ 47 ] |
| 2005 | Лучшая женская роль — кинофильм                    | Мистер 3000                           | Номинация | [ 48 ] |
| 2007 | Лучшая женская роль второго плана — кинофильм      | Испытание Акиллы                      | Номинация | [ 49 ] |
| 2009 | Лучшая женская роль — кинофильм                    | Знакомство с Браунами                 | Номинация | [ 50 ] |
| 2009 | Лучшая женская роль в драматическом сериале        | Скорая помощь                         | Победа    | [ 50 ] |
| 2014 | Лучшая женская роль — кинофильм                    | Чёрное рождество                      | Победа    | [ 51 ] |
| 2014 | Лучшая женская роль — телефильм или мини-сериал    | Американская история ужасов: Шабаш    | Номинация | [ 51 ] |
| 2014 | Лучшая женская роль — телефильм или мини-сериал    | Бетти и Коретта                       | Номинация | [ 51 ] |
| 2015 | Лучшая женская роль — телефильм или мини-сериал    | Американская история ужасов: Фрик-шоу | Номинация | [ 52 ] |
| 2016 | Лучшая женская роль второго плана — кинофильм      | Чирак                                 | Номинация | [ 53 ] |
| 2016 | Лучшая женская роль — телефильм или мини-сериал    | Американская история ужасов: Отель    | Номинация | [ 53 ] |
| 2017 | Лучшая женская роль — кинофильм                    | Падение Лондона                       | Номинация | [ 54 ] |
| 2020 | Артист года                                        | Она сама                              | Номинация | [ 55 ] |
| 2020 | Лучшая женская роль в драматическом сериале        | 9-1-1                                 | Победа    | [ 55 ] |
| 2021 | Лучшая женская роль в драматическом сериале        | 9-1-1                                 | Номинация | [ 56 ] |
| 2021 | Лучшее озвучание — кинофильм                       | Душа                                  | Номинация | [ 56 ] |
| 2022 | Лучшая женская роль в драматическом сериале        | 9-1-1                                 | Победа    | [ 57 ] |
| 2022 | Лучшее озвучание — телевидение                     | Малика – королева львов               | Номинация | [ 57 ] |
| 2023 | Артист года                                        | она сама                              | Победа    | [ 58 ] |
| 2023 | Лучшая женская роль в драматическом сериале        | 9-1-1                                 | Победа    | [ 58 ] |
| 2023 | Лучшая женская роль второго плана — кинофильм      | Черная пантера: Ваканда навеки        | Победа    | [ 58 ] |
| 2023 | Лучший актёрский ансамбль — кинофильм              | Черная пантера: Ваканда навеки        | Победа    | [ 58 ] |
| 2023 | Лучшее озвучание — кинофильм                       | Уэнделл и Уайлд                       | Номинация | [ 58 ] |
| 2024 | Лучшая женская роль в драматическом сериале        | 9-1-1                                 | Номинация | [ 59 ] |
| 2024 | Лучший телефильм, мини-сериал или dramatic special | Ограбление 88                         | Номинация | [ 59 ] |
| 2025 | Лучшая женская роль в драматическом сериале        | 9-1-1                                 | Номинация | [ 60 ] |
| 2025 | Лучшее озвучание — телевидение                     | Орион и Тьма                          | Номинация | [ 60 ] |

### ПремияСпутник
| Год  | Категория                                     | Работа                         | Результат | Ист.   |
| ---- | --------------------------------------------- | ------------------------------ | --------- | ------ |
| 2023 | Лучшая женская роль второго плана — кинофильм | Черная пантера: Ваканда навеки | Номинация | [ 61 ] |

## Награды критиков

### Ассоциация кинокритиков Чикаго
| Год  | Категория                       | Работа                 | Результат | Ист.   |
| ---- | ------------------------------- | ---------------------- | --------- | ------ |
| 1993 | Наиболее многообещающая актриса | Малкольм Икс           | Номинация | [ 62 ] |
| 1994 | Лучшая актриса                  | На что способна любовь | Номинация | [ 63 ] |

### Выбор критиков
| Год                               | Категория                                     | Работа                         | Результат                    | Ист.                         |
| Critics' Choice Movie Awards      | Critics' Choice Movie Awards                  | Critics' Choice Movie Awards   | Critics' Choice Movie Awards | Critics' Choice Movie Awards |
| --------------------------------- | --------------------------------------------- | ------------------------------ | ---------------------------- | ---------------------------- |
| 2019                              | Лучший актёрский состав                       | Чёрная пантера                 | Номинация                    | [ 64 ]                       |
| 2023                              | Лучшая женская роль второго плана             | Чёрная пантера: Ваканда навеки | Победа                       | [ 65 ]                       |
| Critics' Choice Television Awards |                                               |                                |                              |                              |
| 2013                              | Лучшая женская роль в мини-сериале или фильме | Бетти и Коретта                | Номинация                    | [ 66 ]                       |
| Critics' Choice Super Awards      |                                               |                                |                              |                              |
| 2021                              | Лучшая актриса в остросюжетном сериале        | 9-1-1                          | Победа                       | [ 67 ]                       |
| 2022                              | Лучшая актриса в остросюжетном сериале        | 9-1-1                          | Номинация                    | [ 68 ]                       |
| 2023                              | Лучшая актриса в остросюжетном сериале        | 9-1-1                          | Номинация                    | [ 69 ]                       |
| 2023                              | Лучшая актриса в супергеройском фильме        | Чёрная пантера: Ваканда навеки | Победа                       | [ 69 ]                       |
| 2024                              | Лучшая актриса в остросюжетном сериале        | 9-1-1                          | Номинация                    | [ 70 ]                       |
| Critic's Choice Documentary Awar  |                                               |                                |                              |                              |
| 2022                              | Лучший рассказчик                             | Спокойной ночи, Оппи!          | Победа                       | [ 71 ]                       |
| 2024                              | Лучший рассказчик                             | Королевы                       | Номинация                    | [ 72 ]                       |

### Ассоциация кинокритиков Далласа – Форт-Уэрта
| Год  | Категория                    | Работа                         | Результат | Ист.   |
| ---- | ---------------------------- | ------------------------------ | --------- | ------ |
| 1994 | Лучшая актриса               | На что способна любовь         | Номинация | [ 73 ] |
| 2022 | Лучшая актриса второго плана | Чёрная пантера: Ваканда навеки | Номинация | [ 74 ] |

### Премия Гильдии режиссёров Америки
| Год  | Категория                                   | Работа | Результат | Ист.   |
| ---- | ------------------------------------------- | ------ | --------- | ------ |
| 2015 | Лучший режиссёр — телефильм или мини-сериал | Уитни  | Номинация | [ 75 ] |

### Ассоциация критиков Голливуда
| Год  | Категория                       | Работа                          | Результат | Ист.   |
| ---- | ------------------------------- | ------------------------------- | --------- | ------ |
| 2023 | Лучшая актриса второго плана    | Чёрная пантера: Ваканда навеки  | Победа    | [ 76 ] |
| 2023 | Награда за актёрские достижения | Награда за актёрские достижения | Победа    | [ 76 ] |

### Ассоциация кинокритиков Вашингтона
| Год  | Категория                    | Работа                         | Результат | Ист.   |
| ---- | ---------------------------- | ------------------------------ | --------- | ------ |
| 2022 | Лучшая актриса второго плана | Чёрная пантера: Ваканда навеки | Номинация | [ 77 ] |

## Прочие награды

### Astra TV Awards
| Год  | Категория                                                                       | Работа | Результат | Ист.   |
| ---- | ------------------------------------------------------------------------------- | ------ | --------- | ------ |
| 2023 | Лучшая женская роль в драматическом сериале телесети или кабельного телевидения | 9-1-1  | Номинация | [ 78 ] |
| 2024 | Лучшая женская роль в драматическом сериале телесети или кабельного телевидения | 9-1-1  | Номинация | [ 79 ] |

### Фестиваль голливудского кино наКапри
| Год  | Категория                    | Работа                         | Результат | Ист.   |
| ---- | ---------------------------- | ------------------------------ | --------- | ------ |
| 2022 | Лучшая актриса второго плана | Чёрная пантера: Ваканда навеки | Победа    | [ 80 ] |

### MTV Movie & TV Awards
| Год  | Категория                  | Работа                         | Результат | Ист.   |
| ---- | -------------------------- | ------------------------------ | --------- | ------ |
| 1994 | Лучшее женское выступление | На что способна любовь         | Номинация | [ 81 ] |
| 2023 | Сногсшибательный каст      | Чёрная пантера: Ваканда навеки | Номинация | [ 82 ] |

### ПремияСатурн
| Год  | Категория                    | Работа                         | Результат | Ист.   |
| ---- | ---------------------------- | ------------------------------ | --------- | ------ |
| 1996 | Лучшая актриса               | Странные дни                   | Победа    | [ 83 ] |
| 2024 | Лучшая актриса второго плана | Чёрная пантера: Ваканда навеки | Номинация | [ 84 ] |

## Почётные награды

### Гарвардский фонд межкультурных и межрасовых отношений
| Год  | Категория   | Работа                                       | Результат | Ист.   |
| ---- | ----------- | -------------------------------------------- | --------- | ------ |
| 2024 | Артист года | Сама Анджела вместе с мужем Кортни Би Вэнсом | Победа    | [ 85 ] |

### Легенды Диснея
| Год  | Категория      | Работа       | Результат | Ист.   |
| ---- | -------------- | ------------ | --------- | ------ |
| 2024 | Легенда Диснея | Сама Анджела | Победа    | [ 86 ] |

### Online Film & Television Association
| Год  | Категория           | Работа                  | Результат | Ист. |
| ---- | ------------------- | ----------------------- | --------- | ---- |
| 2024 | Зал славы кино OFTA | За актёрское мастерство | Победа    |      |

### Celebration of Black Cinema and Television Awards
| Год  | Категория                       | Работа       | Результат | Ист.   |
| ---- | ------------------------------- | ------------ | --------- | ------ |
| 2022 | Награда за достижения в карьере | Сама Анджела | Победа    | [ 87 ] |

### Голливудская «Аллея Славы»
| Год  | Категория             | Работа       | Результат | Ист.   |
| ---- | --------------------- | ------------ | --------- | ------ |
| 2008 | Вклад в киноиндустрию | Кинематограф | Победа    | [ 88 ] |

### Премия Гильдии художников по костюмам
| Год  | Категория       | Работа   | Результат | Ист.   |
| ---- | --------------- | -------- | --------- | ------ |
| 2023 | Spotlight Award | Она сама | Победа    | [ 89 ] |

### Международный кинофестиваль в Санта Барбаре
| Год  | Категория        | Работа   | Результат | Ист. |
| ---- | ---------------- | -------- | --------- | ---- |
| 2023 | Премия Монтесито | Она сама | Победа    |      |

### Учёные степени
- Почётный доктор изящных искусств Йельского университета (2018) [90]
- Почётный доктор гуманитарных наук Университета Олд Доминион в Норфолке (2022) [91]